# Liste der Badeanlagen im Main-Tauber-Kreis

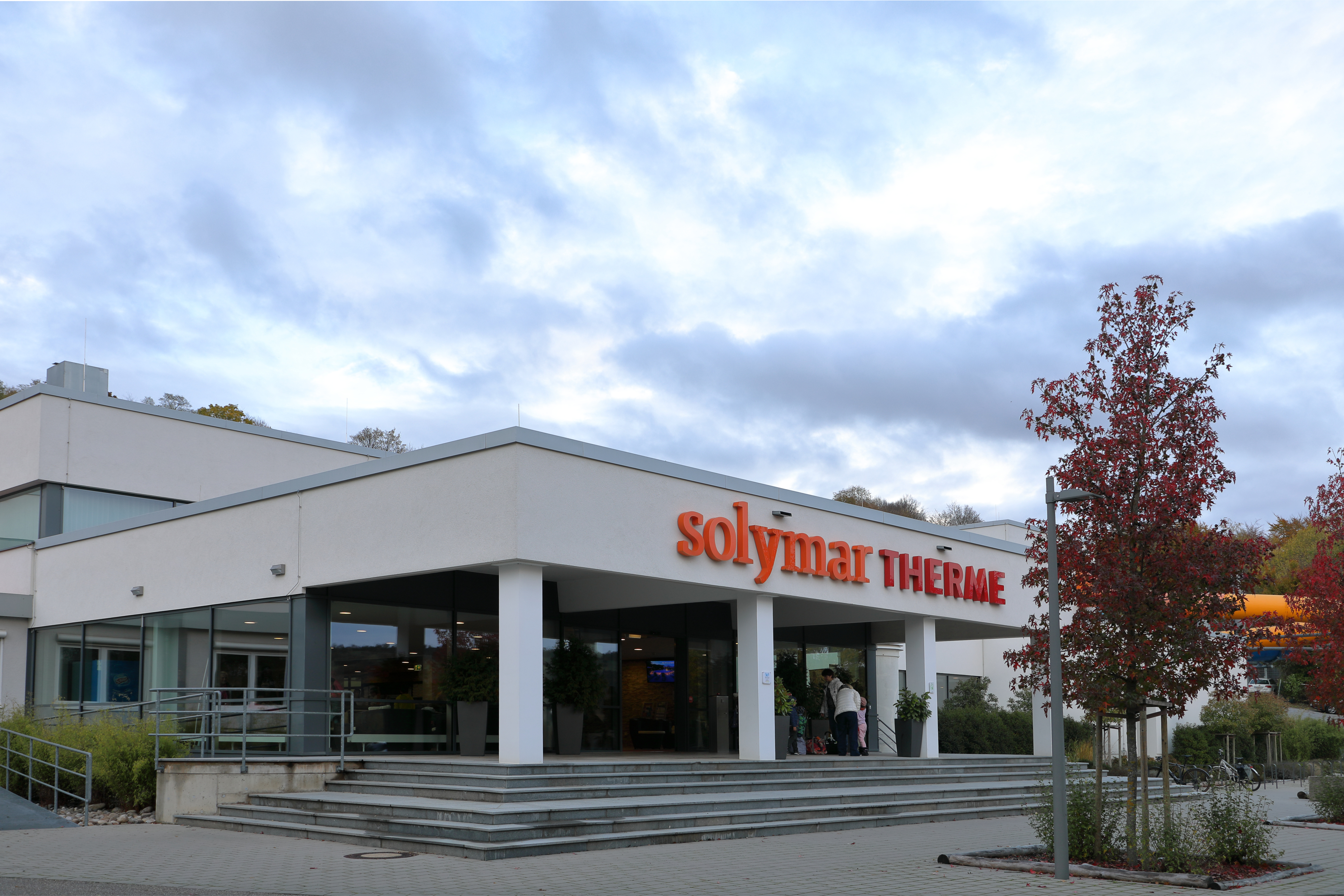
Die Solymar Therme ist die größte geschlossene Badeanlage sowie das einzige öffentliche Thermalbad im Main-Tauber-Kreis

Diese sortierbare Liste der Badeanlagen im Main-Tauber-Kreis enthält die Badeanlagen des baden-württembergischen Main-Tauber-Kreises, in denen Bäder genommen werden können. Zu den Badeanlagen zählen Badeseen, Schwimmbäder (Freibad, Hallenbad, Naturbad, Kurbad, Thermalbad) und im weiteren Sinne auch Saunen und Ähnliches. Die Liste der Badeanlagen ist nach Städten und Gemeinden sowie in der Folge nach Orten sortiert und erhebt keinen Anspruch auf Vollständigkeit.

## Badeanlagen im Main-Tauber-Kreis
Im Main-Tauber-Kreis bestehen derzeit 25 Badeanlagen. Darunter befinden sich elf Freibäder, sechs Hallenbäder, ein Hallen- und Thermalbad sowie sieben öffentliche Badeseen, die regelmäßig auf ihre Wasserqualität überwacht werden. (Stand: 25. April 2024)
| Bild             | Gemeinde, Ort                         | Name                                                        | Art                          | Bemerkungen | ↴ Zufluss ↳ Abfluss                                 | Lage |
| ---------------- | ------------------------------------- | ----------------------------------------------------------- | ---------------------------- | --- | --------------------------------------------------- | ---- |
| (weitere Bilder) | Ahorn-Buch am Ahorn                   | Familienbad Ahorn                                           | Freibad                      | Das Freibad der Gemeinde Ahorn im Ortsteil Buch besteht seit 1937. Neben dem Freibad mit Schwimmbecken und Planschbecken besteht ein kleiner Kiosk, eine naturbelassene Liegewiese, ein Spielplatz sowie ein Beachvolleyballfeld. | ↴ Trinkwassernetz / ↳ Abwassernetz                  | ⊙    |
| (weitere Bilder) | Bad Mergentheim-Althausen             | Freibad Althausen                                           | Freibad                      | Das Freibad Althausen ist unterteilt in einen Schwimmer- und Nichtschwimmerbereich. Daneben besteht eine Kioskbewirtschaftung auf einer Sonnenterrasse, eine Wasserrutschbahn, ein Planschbecken, eine weiträumige Liegewiese, eine Tischtennisplatte und ein Beachvolleyballplatz. | ↴ Trinkwassernetz / ↳ Abwassernetz                  | ⊙    |
| (weitere Bilder) | Bad Mergentheim-Bad Mergentheim       | Freibad Bad Mergentheim                                     | Freibad                      | Das Freibad Bad Mergentheim verfügt über ein 50-Meter-Schwimmbecken, ein Nichtschwimmerbecken (mit Breitwandrutsche, Wasserspeier, Bodenblubber und Massagedüsen), ein Kinderplanschbecken (mit 120 Quadratmetern Wasserfläche, Kleinkinderrutsche, Wasserspeier und Wasserpilz), ein Wasserspielplatz (in Form eines Bachlaufes mit Schöpfrad), weitere Spielgeräte, eine Sonnenterrasse, eine Liegewiese, eine Tischtennisplatte, ein Beachvolleyballfeld, einen Bouleplatz und einen Kiosk. Auf dem gesamten Gelände gibt es seit der Freibad-Saison 2018 kostenloses WLAN. | ↴ Trinkwassernetz / ↳ Abwassernetz                  | ⊙    |
| (weitere Bilder) | Bad Mergentheim-Bad Mergentheim       | Solymar Therme                                              | Thermalbad, Hallenbad, Sauna | Die Solymar Therme ist ein Thermalbad mit Saunabereich und Außenbecken, Sport- und Familienbad und Spa-Bereich. Es entstand durch Generalsanierung und Umbau aus dem Badepark Solymar, einem Freizeitbad mit Wellenbad, welches im Jahr 1975 öffnete. Der Umbau von 2011 bis Oktober 2014 kostete über 30 Millionen Euro; die Stadt Bad Mergentheim beteiligte sich daran mit 22 Millionen Euro. Die Becken des Vital- und Solebads sind mit Wasser aus der Bad Mergentheimer Paulsquelle gefüllt. | ↴ Paulsquelle bzw. Trinkwassernetz / ↳ Abwassernetz | ⊙    |
| (weitere Bilder) | Bad Mergentheim-Wachbach              | Freibad Wachbach                                            | Freibad                      | Das Freibad Wachbach verfügt über ein 25-Meter-Schwimmbecken mit Startblöcken, ein Nichtschwimmerbecken mit Rutschbahn, ein Planschbecken mit Rutschbahn, eine weiträumige Liegewiese mit Kiosk, eine Sonnenterrasse, einen Beachvolleyballplatz und zwei Spielplätze. | ↴ Trinkwassernetz / ↳ Abwassernetz                  | ⊙    |
| (weitere Bilder) | Boxberg-Boxberg                       | Umpfertalbad                                                | Freibad                      | Das Umpfertalbad verfügt über ein 25-m-Schwimmerbecken mit 1-m- und 3-m-Sprunganlagen, ein 25-m-Nichtschwimmerbecken mit Rutsche, ein Planschbecken, ein Kleinkinderbecken, Spielplätze, eine Liegewiese, ein Beachvolleyballfeld, Tischtennisplatten und einen Kiosk. | ↴ Trinkwassernetz / ↳ Abwassernetz                  | ⊙    |
| (weitere Bilder) | Creglingen-Freudenbach                | Freibad Freudenbach                                         | Freibad                      | Das Freibad Freudenbach verfügt über ein Schwimmbecken mit Nichtschwimmerbereich, ein Kinderplanschbecken, eine Liegewiese und einen Kiosk. | ↴ Trinkwassernetz / ↳ Abwassernetz                  | ⊙    |
| (weitere Bilder) | Creglingen-Münster                    | Badesee Münster                                             | Badesee                      | Der Badesee Münster (auch: Unterer Badesee Münster oder Freizeit- und Erholungsgebiet Münsterseen) hat eine Gesamtfläche von 13.000 m² mit einer Tiefe von bis zu 3 Metern. Der Badesee verfügt über einen Kiesstrand, einen ausgewiesenen Nichtschwimmerbereich mit seichtem Zugang, eine Liegewiese, einen Wasserspielplatz, eine Sonnenterrasse, einen Grillplatz, eine Kneipp-Anlage und einen Zeltplatz. Besucher des öffentlich zugänglichen Badesees können auf freiwilliger Basis Eintrittsgeld entrichten. Es gibt einen Getränke- und Eisautomaten. Das Mitbringen von Hunden ist erlaubt, allerdings im extra dafür ausgewiesenen unteren Bereich des Sees (am Damm).                                                                                              | ↴↳ Herrgottsbach                                    | ⊙    |
| (weitere Bilder) | Creglingen-Münster                    | Hallenbad Campingplatz Romantische Straße                   | Hallenbad, Sauna             | Das Hallenbad beim Campingplatz Romantische Straße verfügt über ein Schwimmbecken und eine Sauna. | ↴ Trinkwassernetz / ↳ Abwassernetz                  | ⊙    |
| (weitere Bilder) | Creglingen-Schonach                   | Badesee Schonach                                            | Badesee                      | Der Badesee Schonach (auch: Karrodsee, Karoth-See oder flächenhaftes Naturdenkmal Weiher Karrod) ist ein frei zugänglicher Badesee. | ↴↳ Bach durch die Heiserklinge                      | ⊙    |
| (weitere Bilder) | Creglingen-Schwarzenbronn             | Badesee Schwarzenbronn                                      | Badesee                      | Der Badesee Schwarzenbronn ist frei zugänglich am Rand des Creglinger Ortsteils Schwarzenbronn. | ↴↳ Hohbach                                          | ⊙    |
| (weitere Bilder) | Freudenberg-Freudenberg               | Badesee Freudenberg                                         | Badesee                      | Der Badesee Freudenberg (auch: Badesee im Seepark Freudenberg). kostet Eintritt. Die Anlage ist von Montag bis Donnerstag von 10–19 Uhr, von Freitag bis Sonntag und in den Schulferien von 9–20 Uhr geöffnet. Es gibt einen Kiosk und ein Restaurant sowie sanitäre Anlagen. | ↴ Mehrere Quellen / ↳ Main                          | ⊙    |
| (weitere Bilder) | Külsheim-Gewerbepark                  | Hallenbad 25/12 Külsheim                                    | Hallenbad                    | Das Hallenbad Külsheim (auch: Hallenbad 25/12) verfügt über ein 25-m-Schwimmbecken mit Startblöcken, 1-m-Sprungbrett und 3-m-Sprungturm. | ↴ Trinkwassernetz / ↳ Abwassernetz                  | ⊙    |
| (weitere Bilder) | Lauda-Königshofen-Lauda               | Hallenbad Lauda                                             | Hallenbad, Sauna             | Das Hallenbad Lauda verfügt über ein 25-m-Schwimmbecken, einen Nichtschwimmerbereich, ein 1-m-Sprungbrett, einen 3-m-Sprungturm, eine Nackendusche und Massagedüsen im Schwimmbecken und eine Finnische Sauna (mit 25 m² Größe), eine Kneipp-Ecke mit Kaltwasserdusche und Abschlauchmöglichkeit, Relaxliegen und Außenbereich zum Abkühlen. | ↴ Trinkwassernetz / ↳ Abwassernetz                  | ⊙    |
| (weitere Bilder) | Lauda-Königshofen-Lauda               | Terrassenfreibad Lauda                                      | Freibad                      | Das beheizte Terrassenfreibad Lauda verfügt über ein 50-Meter-Schwimmbecken, ein Sprungbecken mit 1-, 3- und 5-Meter-Sprungturm, ein großes Nichtschwimmerbecken mit Wasserrutsche, eine große Liegewiese, einen Spielplatz, ein Beachvolleyballfeld, einen Tischtennisbereich sowie einen Kiosk. | ↴ Trinkwassernetz / ↳ Abwassernetz                  | ⊙    |
| (weitere Bilder) | Niederstetten-Rinderfeld              | Badesee Rinderfeld                                          | Badesee                      | Der Badesee Rinderfeld (auch: Natursee in Rinderfeld oder Rinderfelder See) ist frei zugänglich. Es handelt sich um ein künstlich angelegtes Gewässer, das früher einmal als Regenrückhaltebecken erbaut wurde. Der Badesee befindet sich in der kleinen Ortschaft Rinderfeld nordöstlich von Niederstetten. Es besteht ein Kiosk und sanitären Anlagen. | ↴↳ Rindbach                                         | ⊙    |
| (weitere Bilder) | Niederstetten-Herrenzimmern           | Badesee Herrenzimmern                                       | Badesee                      | Der Badesee Herrenzimmern (auch: Aschbachsee) ist frei zugänglich. Die Benutzung der Grillhütte am Aschbachsee ist anmeldepflichtig. | ↴↳ Aschbach                                         | ⊙    |
| (weitere Bilder) | Tauberbischofsheim-Tauberbischofsheim | Frankenbad                                                  | Freibad                      | Das Frankenbad verfügt über ein 50×25 Meter großes, solarbeheiztes Schwimmbecken mit 2.400 Kubikmetern Wasser, das durch eine schmale Längswand in ein Schwimmer- und Nichtschwimmerbecken getrennt wird. Das Becken für Schwimmer verfügt über mehrere Startblöcke und zwei Sprungbretter mit 1 und 3 Metern Höhe. Das Becken für Nichtschwimmer besitzt eine Rutschbahn. Daneben besteht ein separates Erlebnisplanschbecken für Kleinkinder mit Rutsch- und Wasserspielmöglichkeiten, mehrere Liegewiesen, ein Beachvolleyballfeld, ein Billardtisch, ein angrenzender Tartanplatz (mit vier Basketballkörben und zwei Kleinfeldtoren), eine Tischtennisplatte, Spielplätze und ein Kiosk. Im Eingangsbereich des Frankenbades befindet sich ein öffentliches Bücherregal. | ↴ Trinkwassernetz / ↳ Abwassernetz                  | ⊙    |
| (weitere Bilder) | Weikersheim-Neubronn                  | Waldschwimmbad Neubronn                                     | Freibad                      | Das Waldschwimmbad in Neubronn wurde im August 1971 eingeweiht. Es verfügt über ein 25-m-Becken (solarbeheizt), ein Kleinkinderplanschbecken mit Wasserpilz (solarbeheizt), ein 1-m-Sprungbrett, ein Spielplatz, ein Beachvolleyballfeld, Tischtennisplatten und Tischkicker, einen öffentlichen Bücherschrank und einen Kiosk. | ↴ Trinkwassernetz / ↳ Abwassernetz                  | ⊙    |
| (weitere Bilder) | Weikersheim-Weikersheim               | Hallenbad Weikersheim                                       | Hallenbad                    | Das in den Jahren 1961/1962 erbaute Hallenbad Weikersheim verfügt über ein Schwimmbecken, eine Wasser-Massagestation mit Boden- und Wanddüsen, einen glasüberdachten Ruhebereich, mehrere Liegen und einen kleinen Imbiss mit Kaffee- und Getränkebar sowie Startblöcke. | ↴ Trinkwassernetz / ↳ Abwassernetz                  | ⊙    |
| (weitere Bilder) | Werbach-Wenkheim                      | Welzbachbad                                                 | Freibad                      | Das Freibad Wenkheim verfügt über ein 25-Meter-Becken mit 1-m-Sprungbrett und 3-m-Sprungturm, ein Nichtschwimmerbecken mit Rutsche, ein Kleinkindbecken, eine Liegewiese, einen Spielplatz und einen Kiosk. | ↴ Trinkwassernetz / ↳ Abwassernetz                  | ⊙    |
| (weitere Bilder) | Wertheim-Bestenheid                   | Freibad „in den Christwiesen“/ Städtisches Freibad Wertheim | Freibad                      | Das städtische Freibad Wertheim (auch: Freibad/Erlebnisbad „In den Christwiesen“) im Wertheimer Stadtteil Bestenheid verfügt über ein Schwimmbecken, ein Sprungbecken, ein Nichtschwimmer- bzw. Freizeitbecken, ein Planschbecken und einen Kiosk. Das Schwimmbecken wird je nach Wetterlage durch eine Solaranlage oder Wärmepumpe beheizt. | ↴ Trinkwassernetz / ↳ Abwassernetz                  | ⊙    |
| (weitere Bilder) | Wertheim-Mondfeld                     | Badesee Mondfeld                                            | Badesee                      | Badesee Mondfeld (auch: Baggersee Mondfeld oder Mondsee) ist frei zugänglich. Er befindet sich direkt am Main zwischen Wertheim und Freudenberg in der Wertheimer Ortschaft Mondfeld. Am Badesee Mondfeld gibt es keine Gastronomie. Es ist das nördlichste ganz zu Baden-Württemberg gehörende Gewässer. Die Geschichte des Sees geht zurück ins Jahr 1960, als die Firma Weber aus Miltenberg auf dem Gelände mit dem Abbau von Sand und Kies begann. Nach Beendigung entstand ein sogenannter Baggersee mit konstantem Wasserstand. Die Rekultivierungsmaßnahmen waren 1975 abgeschlossen. Seit 1985 ist ein Teil der Wasserfläche als Badebereich ausgewiesen. | ↴↳ Main                                             | ⊙    |
| (weitere Bilder) | Wertheim-Wertheim                     | Hallenbad Wertheim                                          | Hallenbad                    | Das Hallenbad Wertheim verfügt über ein 17 × 8-m-Schwimmbecken mit einem verstellbaren Beckenboden (die angebotenen Wassertiefen für den öffentlichen Badebetrieb sind 1,24 m und 1,80 m). Im Becken sind zwei Unterwasser-Massagedüsen angebracht. An den Wochentagen liegt die Wassertemperatur zwischen 28 °C und 29 °C und am Wochenende zwischen 30 °C und 31 °C. | ↴ Trinkwassernetz / ↳ Abwassernetz                  | ⊙    |

## Ehemalige Badeanlagen (Auswahl)
Die folgenden ehemaligen Badeanlagen bestanden einst im Main-Tauber-Kreis:
| Bild             | Gemeinde, Ort                         | Name                                     | Art              | Bemerkungen | ↴ Zufluss ↳ Abfluss                | Lage |
| ---------------- | ------------------------------------- | ---------------------------------------- | ---------------- | --- | ---------------------------------- | ---- |
|                  | Lauda-Königshofen-Lauda               | Volksbad Lauda                           | Volksbad         | 1949 wurde in den Gebäuden der damaligen Volksschule und heutigen Gemeinschaftsschule Lauda-Königshofen ein Erweiterungsbau mit öffentlichem Volksbad errichtet. Jeden Freitag und Samstag stand das Hallenbad für die Öffentlichkeit zur Verfügung, jedoch wurde auf die Geschlechtertrennung Wert gelegt: Frauen und Kinder durften am Freitag und Männer am Samstag baden. Das Volksbad musste bereits im Jahr 1959 wieder schließen. An seiner Stelle befindet sich heute ein Maschinenraum sowie ein Lagerraum für den Technikunterricht.               | ↴ Trinkwassernetz / ↳ Abwassernetz | ⊙    |
|                  | Tauberbischofsheim-Tauberbischofsheim | Wannenbad im Badgarten                   | Wannenbad        | 1880 wurde im sogenannten Badgarten ein Wannenbad errichtet, das bis 1955 bestand. Die wenigsten Wohnungen hatten in der damaligen Zeit ein eigenes Bad bzw. eine eigene Badewanne. Auch Duschen kamen erst ab den 1960er Jahren auf. Im Wannenbad des Badgartens konnte die Bevölkerung dementsprechend – jeder für sich allein zu festen Zeiten – ihren Körper einer gründlichen Reinigung unterziehen. Erst mit dem Neubau der Festhalle mit angeschlossenem Wannenbad wurde das Wannenbad des Badgartens überflüssig.                                    | ↴ Trinkwassernetz / ↳ Abwassernetz | ⊙    |
|                  | Tauberbischofsheim-Tauberbischofsheim | Wannenbad im Nebengebäude der Stadthalle | Wannenbad, Sauna | 1955 wurde die Tauberbischofsheimer Festhalle mit räumlich angeschlossenem Jugendheim und Wannenbad errichtet. Im Keller bestand eine Kneipp- und Saunaanlage. Das Wannenbad im Nebengebäude der Stadthalle folgte auf das Wannenbad im Badgarten. Ihm war jedoch kein langer Erfolg beschieden. In den 1970ern zog die Sauna privatwirtschaftlich betrieben an den Bödeleinsweg. Das Jugendheim besteht heute noch als Jugendhaus und Richard-Trunk-Musikschule.                                                                                            | ↴ Trinkwassernetz / ↳ Abwassernetz | ⊙    |
| (weitere Bilder) | Tauberbischofsheim-Tauberbischofsheim | Hallenbad Tauberbischofsheim             | Hallenbad, Sauna | Das Ende der 1970er Jahre gemeinsam mit dem Seniorenzentrum Haus Heimberg errichtete Hallenbad Tauberbischofsheim verfügte über ein rund 133 Quadratmeter großes Becken (Wassertiefe: 1,30 bis 1,80 Meter) mit Nichtschwimmer- und Schwimmerbereich, Bewegungsbad, Sauna, einem Frischluft-Kneippbecken und Liegestühle zum Ausruhen. Im November 2020 beschloss der Tauberbischofsheimer Gemeinderat das Aus für das Hallenbad. Ein möglicher Hallenbadneubau wird in der Kreisstadt breit diskutiert. Eine Machbarkeitsstudie wurde bereits 2017 erstellt. | ↴ Trinkwassernetz / ↳ Abwassernetz | ⊙    |